# Montlouis-sur-Loire (Weinbaugebiet)
Das Weinbaugebiet Montlouis-sur-Loire ist Teil der großen Weinbauregion Loire. Bis zum Jahr 2002 hieß die Appellation nur kurz Montlouis. Die zur Touraine gehörende Appellation verfügt seit dem 6. Dezember 1938 über den Status einer AOC.
Das Gebiet liegt etwa zehn Kilometer flussaufwärts von der Stadt Tours entfernt auf der orographisch linken Seite der Loire. Auf der gegenüberliegenden Seite des Flusses schließt die Appellation Vouvray an; weiter flussaufwärts liegen die Gebiete von Cheverny und Cour-Cheverny.
Das in seiner Form keilförmig ausgebildete Weinbaugebiet wird von der Loire und dem Nebenfluss Cher eingefasst. Die rund 350 Hektar große Rebfläche verteilt sich auf die drei Gemeinden Montlouis-sur-Loire (namensgebend), Saint-Martin-le-Beau und Lussault-sur-Loire. Die Rebflächen fallen sanft in Richtung des Tals des Cher ab und sind somit ideal in Richtung Süden ausgerichtet. Sie befinden sich auf einer Höhe von 60 bis 90 m. Unter einem sandigen Lehmboden befindet sich Molasse sowie ein Kalksteinsockel.
In der Appellation werden ausschließlich Weißweine sowie weiße Schaumweine der Qualitäten Montlouis-sur-Loire pétillant (Perlwein) und Montlouis-sur-Loire mousseux hergestellt. Sämtliche Varianten werden allein aus der Rebsorte Chenin Blanc hergestellt.
Vor der Vergärung der Weißweine muss der natürliche Mindest-Zuckergehalt des Mosts niedrige 153 g/l betragen, was einem Alkoholgehalt von 10,5 Vol.-% im Wein entspricht. Falls in schlechten Jahren einer Chaptalisation zugestimmt wird, darf der Alkoholgehalt des fertig vergorenen Weines nicht 13 Vol.-% übersteigen. Die Erntebeschränkung liegt bei 52 Hektoliter/Hektar. Die Pflanzdichte im Weinberg sollte bei mindestens 6.000 Rebstöcken/Hektar liegen. Wenn der Jahrgang es ermöglicht, wird eine späte Lese nach dem 10. Oktober angestrebt. Dabei entstehen erstklassige Dessertweine mit einer Restsüße von 40 g/l oder mehr. Im Gegensatz zu den süßen Weine des Vouvray behält der Montlouis einen höheren Säuregehalt, da ein Säureabbau durch eine Malolaktische Gärung vermieden wird.
Beim Schaumwein liegt der Mindest-Zuckergehalt bei 136 g/l und der Mindestalkoholgehalt bei 9 Vol.-% für den Perlwein bzw. 9,5 Vol.-% für den Schaumwein.
Die besten Lagen des Gebiets sind:
- in Montlouis-sur-Loire: Clos de la Barre, Clos de la Frebonnerie, La Milletière, Clos Renard, Les Sicots
- in Lussault-sur-Loire: Gray, Pintray
- in Saint-Martin-le-Beau: Clos de Mosny, Clos Michet, Clos Yvonnet, Le Boulay, Grand Clos, La Rochère, Cangé, Les Liards, Les Borderies, Les Brunettes